# Helena Sułkowska (aktorka)
Helena Sułkowska (działała w latach 1882-1908) – polska aktorka teatralna.

## Życiorys
Występowała w zespołach teatrów prowincjonalnych: Aleksandra Myszkowskiego i Józefa Nowakowskiego (sez. 1882/1883), Lucjana Dobrzańskiego (1884), Jana Żołopińskiego (1885), Ludwika Czystogórskiego (1891-1893), Czesława Teofila Janowskiego (1893), Feliksa Ratajewicza (1894), Ignacego Józefowicza (sez. 1894/1895), Karola Kremskiego (1895), Bolesława Mareckiego (1895), Kazimierza i Stanisława Sarnowskich (1896), Romana Romanowicza (1898), Leona Bogdanowicza (1898), Karola Brzozowskiego (1899) i Henryka Morozowicza (sez. 1902/1903), a także w warszawskich teatrach ogródkowych: "Wodewil" i "Eldorado". W 1900 r. grała w Teatrze Ludowym w Łodzi, a w 1901 - w Teatrze Ludowym w Warszawie. Przez krótki okres - od 2 do 23 sierpnia 1894 - wspólnie z Feliksem Ratajewiczem kierowała zespołem teatralnym w Piotrkowie. Wystąpiła m.in. w rolach: Amelii (Trzydzieści lat życia szulera), Klary (Właściciel kuźnic), Gabrieli (Rozbitki), Judyty (Uriel Akosta), Praksedy (Karpaccy górale) i Salomei (Harde dusze).